# Атлантик-Сіті (Вайомінг)
Атлантик-Сіті (англ. Atlantic City) — переписна місцевість (CDP) в США, в окрузі Фремонт штату Вайомінг. Населення — 54 особи (2020).

## Географія
Атлантик-Сіті розташований за координатами 42°30′4″ пн. ш. 108°43′58″ зх. д. / 42.50111° пн. ш. 108.73278° зх. д. (42.501195, -108.732897).  За даними Бюро перепису населення США в 2010 році переписна місцевість мала площу 20,19 км², уся площа — суходіл.

## Демографія
Згідно з переписом 2010 року, у переписній місцевості мешкало 37 осіб у 23 домогосподарствах у складі 12 родин. Густота населення становила 2 особи/км².  Було 134 помешкання (7/км²).
Расовий склад населення:
| - 97,3 % — білих |

До двох чи більше рас належало 2,7 %. Частка іспаномовних становила 2,7 % від усіх жителів.
За віковим діапазоном населення розподілялося таким чином: 5,4 % — особи молодші 18 років, 64,9 % — особи у віці 18—64 років, 29,7 % — особи у віці 65 років та старші. Медіана віку мешканця становила 58,8 року. На 100 осіб жіночої статі у переписній місцевості припадало 146,7 чоловіків;  на 100 жінок у віці від 18 років та старших — 133,3 чоловіків також старших 18 років.

Цивільне працевлаштоване населення становило 0 осіб. 